# Luis López (Nuevo México)
Luis López es un lugar designado por el censo ubicado en el condado de Socorro en el estado estadounidense de Nuevo México. En el Censo de 2010 tenía una población de 107 habitantes y una densidad poblacional de 76,79 personas por km².

## Geografía
Luis López se encuentra ubicado en las coordenadas 33°59′26″N 106°53′16″O / 33.99056, -106.88778. Según la Oficina del Censo de los Estados Unidos, Luis López tiene una superficie total de 1.39 km², de la cual 1.39 km² corresponden a tierra firme y (0%) 0 km² es agua.

## Demografía
Según el censo de 2010, había 107 personas residiendo en Luis López. La densidad de población era de 76,79 hab./km². De los 107 habitantes, Luis López estaba compuesto por el 91.59% blancos, el 0% eran afroamericanos, el 0% eran amerindios, el 0% eran asiáticos, el 0% eran isleños del Pacífico, el 8.41% eran de otras razas y el 0% pertenecían a dos o más razas. Del total de la población el 67.29% eran hispanos o latinos de cualquier raza.